# Carl Gustaf Ahlborn
Carl Gustaf Ahlborn, född 18 juli 1857 i Kungsholms församling i Stockholms stad, död 15 maj 1932 i Oscars församling i Stockholms stad, var en svensk militär.

## Biografi
Ahlborn antogs till volontär vid Svea artilleriregemente 1877, avlade studentexamen 1878 och avlade officersexamen vid Kungliga Krigsskolan 1879. Han utnämndes 1880 till underlöjtnant vid Svea artilleriregemente, där han befordrades till löjtnant 1887. När de till Vaxholms fästning förlagda kompanierna ur Svea artilleriregemente frånskildes och bildade Vaxholms artillerikår överfördes Ahlborn 1888 till denna kår. När kustartilleriet inrättades 1902 befordrades han till major och överfördes från armén till kustartilleriet med tjänstgöring vid Vaxholms kustartilleriregemente. Vid regementet beklädde han flera olika befattningar, nämligen som platsmajor, tygmästare, kompanichef, bataljonschef och chef för underofficersskolan. Han var chef för Kustartilleriets skjutskola 1906–1908.
År 1907 befordrades Ahlborn direkt från majorsgraden till överste och förordnades till chef för Karlskrona kustartilleriregemente, en post som han kom att ha till sin pensionering 1914. ”Att en officer på detta sätt befordrades med förbigående av en hel grad torde vara något enastående inom svenska krigsmakten, men att denna radikala åtgärd var väl befogad, framgår bäst därav att hans befordran hälsades med tillfredsställelse.”
Carl Gustaf Ahlborn invaldes 1907 som ledamot av Kungliga Örlogsmannasällskapet.
Carl Gustaf Ahlborn var son till ornamentsbildhuggaren Carl Ahlborn och gravören Lea Ahlborn. Han gifte sig 1890 med Helena Christina ”Lilly” Ramstedt. Carl Gustaf Ahlborn begravdes på Norra begravningsplatsen i Stockholm.